# Neoascaris vitulorum
Neoascaris vitulorum är en rundmaskart. Neoascaris vitulorum ingår i släktet Neoascaris och familjen Toxocaridae. Inga underarter finns listade i Catalogue of Life.